# La tormenta perfecta
La tormenta perfecta (en inglés: The perfect storm) es una película de 2000 adaptación del libro homónimo de Sebastian Junger. El film fue dirigido por Wolfgang Petersen y protagonizado por George Clooney, Mark Wahlberg, William Fichtner, John C. Reilly, Diane Lane, Karen Allen y Mary Elizabeth Mastrantonio.

## Argumento
La película, basada en un hecho real, narra la historia de un pesquero de pez espada de la localidad de Gloucester, Massachusetts, EE. UU. en la década de los 90.
El barco pesquero Andrea Gail tiene como tripulantes a una gama de personalidades contrapuestas pero de gran compañerismo en el momento de enfrentar las dificultades. Billy Thyne es el capitán que amalgama a este conjunto variopinto de tripulantes bajo un liderazgo fuerte; además es muy respetado por su tripulación.
El negocio de la pesca de pez espada no anda bien, el mercado exige mayores demandas del recurso y a su vez esto imprime presión por obtener las esquivas ganancias. Su carismático capitán, Billy Thyne (George Clooney), decide salir desde las tradicionales aguas de pesca a las afueras de la isla Sable a una zona denominada Flemish Cap, un lugar muy lejano, pero donde sabe que puede llenar las bodegas con el preciado pescado y por ende ganar más dinero.
La navegación transcurre tranquilamente, mientras se forman, sin que ellos lo sospechen, dos monstruosas tormentas, una de origen frío en el continente y otra de origen caliente en las cercanías de la isla Sable. La fusión de ambas anomalías atmosféricas desencadena una monstruosa supertormenta que se interpone entre el Andrea Gail y Gloucester. Mientras el Andrea Gail llena sus bodegas, la tormenta empieza a hacer estragos con los yates, barcos portacontenedores y barcos petroleros que son azotados inmisericordemente por gigantescas olas de más de 25 metros de altura.
El barco permanece en Flemish Cap con sus bodegas casi llenas, pero un día, mientras pescan, la máquina de hacer hielo se acaba averiando y les impide llenarlas a cabalidad. Thyne da el viaje por consolidado cuando recibe el aviso desesperado de una compañera de la llamada Tormenta del Siglo y su capitán y tripulación deciden enfrentar la tormenta sin percibir la colosal magnitud de las fuerzas que se han desencadenado en esta, cuya ferocidad hunde barcos diez veces mayores que la eslora del Andrea Gail. La decisión se basa en la falla de la máquina de hielo que impide una buena conservación de la carga, por tanto, se toma la arriesgada decisión de bordear la isla Sable e intentar evadir la zona peligrosa. Cuando la tormenta cae justo sobre ellos, la colega de Billy, Linda Greenlaw (Mary Elizabeth Mastrantonio), capitana del barco pesquero Hannah Boden, que es el barco gemelo del Andrea Gail, trata de contactarlos por la radio para avisarles del peligro inminente, pero Billy solo se limita a mencionarle su posición. Cuando Linda se da cuenta de donde se encuentran, esta le pide desesperadamente a Billy que salga de ahí, ya que el Andrea Gail se está dirigiendo peligrosamente hacia el ojo del huracán, pero desgraciadamente esta pierde contacto con Billy, por lo que se ve forzada a pedir una señal de auxilio a la Guardia Costera de Estados Unidos para ayudar a los tripulantes del Andrea Gail. Mientras tanto, Billy y el tripulante novato Bobby (Mark Wahlberg) descubren que la antena de la radio está averiada, por lo que Bobby se ofrece a arreglarla. Sin embargo, y debido a las violentas olas y los fuertes vientos de la peligrosa tormenta, Bobby no consigue arreglarla y la antena acaba por salir volando por los fuertes vientos, por lo que ahora el Andrea Gail están sin radio y perdidos.
Para empeorar las cosas, una de las amarras del alerón izquierdo que lleva el ancla acaba rompiéndose, provocado que esta salga fuera de control y la misma ancla impacte contra las ventanas de la cabina, haciendo que el agua comience a entrar, por lo que Billy le ordena a Bobby tomar el control del timón del barco para encargarse él del problema. Rápidamente, Billy y el resto de los tripulantes del Andrea Gail tratan de cortar las cadenas del ancla que están en la punta del alerón, para que no siga causando más daños, pero a pesar de los múltiples percances y casi fatales, Billy consigue cortar el ancla. Mientras tanto, la Guardia Costera responde a la llamada de auxilio emitida por el Hannah Boden para ayudar al Andrea Gail, y responden enviando un helicóptero Sikorsky SH-60 Seahawk para rescatarlos, el cual hace poco acababa de realizar un peligroso rescate a los tripulantes de un barco velero atrapados en la misma tormenta. Cuando se disponían a recargar combustible para auxiliar al Andrea Gail, el helicóptero se estrella contra el océano Atlántico por falta de combustible y deja a los pilotos del aparato (que han sobrevivido al impacto) a merced de la feroz tormenta. Posteriormente, los tripulantes del helicóptero estrellado son rescatados por el buque de la guardia costera Tamaroa, a excepción de uno de ellos que desaparece en el océano. Por otro lado, la tripulación del Andrea Gail trata de reparar el daño de las ventanas para evitar que siga entrando más agua, pero debido a diversos problemas con los vientos y las fuertes olas no lo consiguen, por lo que el capitán Billy toma la decisión de rendirse en su intento por llegar al puerto y decide dar media vuelta y regresar. Sin embargo, estos llegan hasta el ojo del huracán donde piensan que lograrán sobrevivir. No obstante, los vientos vuelven a intensificarse y el capitán Billy menciona que la tormenta no los va a dejar ir. Mientras siguen su lucha con las violentas mareas y para desgracia del Andrea Gail, una gigantesca ola de 30 metros aparece justo frente a ellos y el capitán Billy decide desafiarla tratando de hacer que el barco suba hasta arriba, pero producto de la inercia de la ola, esta acaba por volcar el barco haciendo que este comience a inundarse, dejando a los miembros de la tripulación atrapados en el interior del barco. 
Mientras que el capitán Billy y el tripulante Bobby comparten sus últimas palabras y donde Billy también se disculpa con Bobby por haberlo metido en este viaje; sin embargo, Bobby le menciona que no tiene por qué hacerlo, ya que al menos lo intentaron y posteriormente deciden salir por la ventana rota, siendo Bobby el único que consigue salir del barco volcado, mientras que Billy, por su parte, opta por quedarse dentro del Andrea Gail. Bobby consigue salir la superficie y observa como el Andrea Gail acaba por hundirse en el Atlántico, mientras que este se queda a merced de la peligrosa tormenta. Bobby habla silenciosamente con su amante, Cristina, y se despide de ella argumentando que siempre la amará. Al día siguiente, cuando la tormenta pasa, la Guardia Costera inicia un bloque de búsqueda por toda la zona, pero desafortunadamente no consiguen encontrar a ningún superviviente del Andrea Gail, ni a un compañero del equipo de rescate que se perdió en la tormenta, por lo que deciden suspender indefinidamente su búsqueda. Más tarde, en Gloucester se celebra un funeral en memoria a todos los tripulantes del Andrea Gail. Ese mismo día el barco pesquero Hannah Boden parte desde el puerto mientras la capitana Linda recuerda las palabras que le dijo Billy días antes.

## Doblajes, elencos y personajes
| Personaje                   | Actor                       | Doblaje de México     | Doblaje de España    |
| --------------------------- | --------------------------- | --------------------- | -------------------- |
| Capt. Billy Tyne            | George Clooney              | Arturo Mercado        | Salvador Vidal       |
| Bobby Shatford              | Mark Wahlberg               | Roberto Mendiola      | José Posada          |
| Dale 'Murph' Murphy         | John C. Reilly              | Alfonso Ramírez       | Rafael Calvo         |
| Christina 'Chris' Cotter    | Diane Lane                  | Ishtar Sáenz          | Mercedes Montalá     |
| David 'Sully' Sullivan      | William Fichtner            | Rafael Rivera         | Juan Carlos Gustems  |
| Melissa Brown               | Karen Allen                 | Carola Vázquez        | M.ª Jesús Lleonart   |
| Linda Greenlaw              | Mary Elizabeth Mastrantonio | Dulce María Romay     | Concha García Valero |
| Mike 'Bugsy' Moran          | John Hawkes                 | Salvador Delgado      | Pere Molina          |
| Alfred Pierre               | Allen Payne                 | Alejandro Ortega      | Juan Antonio Bernal  |
| Edie Bailey                 | Cherry Jones                | Ruth Toscano          |                      |
| Alexander McAnally          | Bob Gunton                  | Víctor Mares          |                      |
| Todd Gross                  | Christopher McDonald        | Humberto Solórzano    | Antonio Lara         |
| Bob Brown                   | Michael Ironside            | Raúl de la Fuente     | Camilo García        |
| Irene 'Big Red' Johnson     | Rusty Schwimmer             | Catalina Múzquiz      |                      |
| Ethel Shatford              | Janet Wright                | Ángeles Bravo         | Elsa Fábregas        |
| Sgt. Jeremy Mitchell        | Dash Mihok                  | José Gilberto Vilchis | Alberto Mieza        |
| Quentin                     | Sandy Ward                  | Gabriel Chávez        | José Mediavilla      |
| Daryl Hennis                | Josh Hopkins                | Ricardo Brust         | Óscar Barberán       |
| Sgto. Millar "Jonesy" Jones | Wiley M. Pickett            |                       | José Javier Serrano  |

## Fechas de lanzamiento
| País                                                                          | Fecha de estreno                   |
| ----------------------------------------------------------------------------- | ---------------------------------- |
| Alemania                                                                      | Jueves 20 de julio de 2000         |
| Argentina                                                                     | Jueves 3 de agosto de 2000         |
| Australia                                                                     | Jueves 29 de junio de 2000         |
| Austria                                                                       | Viernes 21 de julio de 2000        |
| Bélgica                                                                       | Miércoles 6 de septiembre de 2000  |
| Belice · Costa Rica · El Salvador · Guatemala · Honduras · Nicaragua · Panamá | Viernes 8 de septiembre de 2000    |
| Bolivia                                                                       | Jueves 17 de agosto de 2000        |
| Brasil                                                                        | Jueves 25 de agosto de 2000        |
| Bulgaria                                                                      | Viernes 20 de octubre de 2000      |
| Chile                                                                         | Jueves 24 de agosto de 2000        |
| Colombia                                                                      | Viernes 25 de agosto de 2000       |
| Corea del Sur                                                                 | Sábado 5 de agosto de 2000         |
| Croacia                                                                       | Jueves 7 de septiembre de 2000     |
| Dinamarca                                                                     | Viernes 21 de julio de 2000        |
| Ecuador                                                                       | Viernes 15 de septiembre de 2000   |
| Egipto                                                                        | Miércoles 13 de septiembre de 2000 |
| EAU                                                                           | Miércoles 16 de agosto de 2000     |
| Eslovenia                                                                     | Jueves 21 de septiembre de 2000    |
| España                                                                        | Viernes 18 de agosto de 2000       |
| Estados Unidos · Canadá                                                       | Viernes 30 de junio de 2000        |
| Estonia                                                                       | Viernes 11 de agosto de 2000       |
| Filipinas                                                                     | Miércoles 2 de agosto de 2000      |
| Finlandia                                                                     | Viernes 11 de agosto de 2000       |
| Francia                                                                       | Miércoles 9 de agosto de 2000      |

| País                         | Fecha de estreno                 |
| ---------------------------- | -------------------------------- |
| Grecia                       | Viernes 14 de julio de 2000      |
| Hong Kong                    | Jueves 27 de julio de 2000       |
| Hungría                      | Jueves 31 de agosto de 2000      |
| India                        | Viernes 17 de noviembre de 2000  |
| Indonesia                    | Miércoles 23 de agosto de 2000   |
| Islandia                     | Viernes 11 de agosto de 2000     |
| Israel                       | Jueves 6 de julio de 2000        |
| Italia                       | Viernes 29 de septiembre de 2000 |
| Japón                        | Sábado 29 de julio de 2000       |
| Letonia                      | Viernes 8 de septiembre de 2000  |
| Líbano                       | Jueves 17 de agosto de 2000      |
| Lituania                     | Viernes 22 de septiembre de 2000 |
| Malasia                      | Jueves 20 de julio de 2000       |
| México                       | Viernes 4 de agosto de 2000      |
| Noruega                      | Viernes 7 de julio de 2000       |
| Nueva Zelanda                | Jueves 6 de julio de 2000        |
| Países Bajos                 | Jueves 7 de septiembre de 2000   |
| Perú                         | Jueves 24 de agosto de 2000      |
| Polonia                      | Viernes 25 de agosto de 2000     |
| Portugal                     | Viernes 11 de agosto de 2000     |
| Puerto Rico                  | Jueves 20 de julio de 2000       |
| Reino Unido Irlanda          | Viernes 28 de julio de 2000      |
| República Checa · Eslovaquia | Jueves 14 de septiembre de 2000  |
| Rumania                      | Viernes 1 de septiembre de 2000  |
| Rusia                        | Jueves 27 de julio de 2000       |
| Singapur                     | Jueves 20 de julio de 2000       |
| Sudáfrica                    | Viernes 11 de agosto de 2000     |
| Suecia                       | Miércoles 16 de agosto de 2000   |
| Suiza                        | Miércoles 9 de agosto de 2000    |
| Tailandia                    | Viernes 18 de agosto de 2000     |
| Taiwán                       | Sábado 19 de agosto de 2000      |
| Turquía                      | Viernes 15 de septiembre de 2000 |
| Uruguay                      | Viernes 1 de septiembre de 2000  |
| Venezuela                    | Miércoles 9 de agosto de 2000    |

## Recepción y críticas
En el fin de semana de su estreno recaudó 42 millones de dólares en Estados Unidos y 328,7 millones en todo el mundo.
Después del estreno, varios familiares de las víctimas criticaron que los nombres de sus seres queridos no fuesen cambiados. También acusaron a los productores de haber ficcionalizado demasiado la tragedia y también los momentos previos a ella.
La película fue nominada a dos premios Óscar en 2001: Mejores efectos visuales y Mejor sonido, pero ambas fueron perdidas en favor de Gladiator.